# Wereldkampioenschap wegrace 1978
Het wereldkampioenschap wegrace seizoen 1978 was het 30e in de geschiedenis van het door de FIM georganiseerde wereldkampioenschap wegrace.

## Algemeen
FIM
- Het invullen van de kalender bleef problematisch, vooral nu de Formule 750 ook een officieel wereldkampioenschap was. De F-750 races van België en de Verenigde Staten vielen zelfs gelijk met de GP's van Tsjecho-Slowakije en Joegoslavië, waardoor Kenny Roberts, die hoog genoteerd stond in drie klassen, in elk geval één wereldtitel moest laten schieten.
- In januari 1978 werd bekend dat de FIM eindelijk een veiligheidscommissie zou gaan krijgen. Als sinds het begin van de jaren zeventig hadden coureurs van alles geprobeerd om veiligheid op de agenda van de FIM en organisatoren te krijgen, maar nu werd eindelijk een commissie in het leven geroepen die zou bestaan uit coureurs uit allerlei takken van motorsport, medici en technici.
- Een vergadering later in januari met een aantal coureurs, fabrikanten en organisatoren leverde een voorstel op om de GP's te beperken tot 125-, 250- en 500cc-wegraces en de zijspanklasse. De coureurs wilden graag het reduceren van het aantal tellende resultaten, zodat ze een aantal GP's konden laten schieten en uitvallen minder zware gevolgen zou hebben.
- Tijdens een vergadering in februari 1978 werd al gediscussieerd over het veranderen van het aantal klassen. De teneur was toen: behouden van de 50cc-klasse maar afschaffen van de Formule 750 en de 350cc-klasse. De Formule 750 motoren leken veel op de 500cc-motoren, waren ook niet echt sneller maar er waren wel grote problemen met de banden, die het vermogen niet aan konden. De 350cc-motoren leken erg veel op de 250cc-motoren en daar was de technische ontwikkeling niet mee gediend. Tijdens het najaarscongres werd besloten dat de Formule 750 en de 350 cc in 1979 voor het laatst zouden rijden. Voor wat het waard was, want de 350cc-klasse bleef tot en met 1982 bestaan.
- Na de Grand Prix des Nations kreeg de FIM te maken met een storm van protesten van de zijspancoureurs tegen de nieuwe BEO van Rolf Biland. Dit was feitelijk een auto zonder linker voorwiel: beide achterwielen zaten op één lijn en waren aangedreven en de bakkenist was nu passagier geworden. Hij kon rustig in zijn stoeltje het einde van de race afwachten. Binnen de bestaande reglementen kon de FIM echter niets doen. De combinatie had slechts twee sporen (het rechter achterwiel zat achter het voorwiel) en voldeed daarmee aan de eisen.

Merken/Teams
- Voor het derde jaar op rij was Bultaco niet klaar voor het begin van het seizoen. Het merk nam dan ook steeds meer hooi op haar vork: naast de 50- en 125cc-racers moesten Jan Thiel en Martin Mijwaart ook nog werken aan een serie 50cc-productieracers én nieuwe 250cc-racers.
- Harley-Davidson besteedde haar race-activiteiten uit aan een nieuw team, gesponsord door helmenfabrikant Nolan. Dat kreeg alle fabrieksracers en een aantal productieracers. Voor Walter Villa, die het helemaal niet meer zag zitten bij Harley-Davidson, betekende dit echter goed nieuws. Binnen het nieuwe team wilde hij wel met de Harley's blijven rijden. Zijn teamgenoot werd Claudio Lusuardi. In mei was de nieuwe Harley-Davidson RR 250 met roterende inlaten klaar, maar kort daarna werd bekend dat AMF-Harley-Davidson het contract met de voormalige Aermacchi-fabriek niet zou verlengen en de Italiaanse Harley-Davidson-vestiging zou worden verkocht. Walter Villa stapte daarna over op een MBA.
- Al begin 1978 werd bekend dat Honda terug zou komen in de wegraces. Giacomo Agostini bezocht de fabriek zelfs in de hoop op steun, maar Honda maakte bekend dat men in 1979 zou beginnen en men noemde Marco Lucchinelli als gegadigde.
- Het fabrieksteam van Kawasaki bestond in 1978 uit Mick Grant en Kork Ballington, maar ook Toni Mang kreeg via de Duitse importeur een fabrieks-Kawasaki KR 250 en een Kawasaki KR 350 en Gregg Hansford, zelf Kawasaki-dealer in Australië, kreeg de machines uit 1977 via de Australische importeur.
- Chefmonteur Giancarlo Bonaventura van het team van Morbidelli verdween eind 1977.[1] Zelfs politie-onderzoek kon hem niet traceren. Het bracht Giancarlo Morbidelli enigszins in de problemen, want hij had constructeur Jorg Möller een jaar eerder de deur gewezen. Tegen het einde van het seizoen ontstond er onenigheid met coureur Mario Lega, die men niet goed genoeg scheen te vinden. Lega verklaarde daarop dat Morbidelli zijn machines dan maar aan iemand anders moest geven. Dat gebeurde ook: Jon Ekerold kreeg Morbidelli's én een aanbieding voor 1979 maar hij bedankte. Net als Mario Lega vond hij de machines vreselijk slecht.
- Motobécane trok zich al na één slecht verlopen seizoen terug uit de racerij, maar de twee oude fabrieksracers werden ter beschikking gesteld aan Thierry Espié. Die kon er in 1977 geen indruk mee maken, maar in 1978, nadat hij in de winter samen met zijn monteur aan de machines gesleuteld had, ging het juist zonder fabriekssteun veel beter. Jean Bidalot sleutelde dan ook aan de Motobécane, en Jean had in de 50cc-klasse ook al een goede machine, de "Association Bidalot Fourès" van Patrick Plisson.
- In de 50cc-klasse presenteerde het NGK-Sparta-team zich in 1978, met ex-wereldkampioen Henk van Kessel als rijder.
- Suzuki Britain (Texaco-Heron Suzuki) kromp haar 500cc-team in tot twee man. Na het ontslag van Steve Parrish bleven alleen Barry Sheene en Pat Hennen over. Via het Italiaanse Nava-Olio Fiat team van Roberto Gallina kreeg Steve Baker de oude fabrieks-Suzuki's van Barry Sheene, maar tijdens het seizoen kreeg hij ook de nieuwe RG 500 met getrapte cilinderblokken. Na het ongeval van Pat Hennen op het eiland Man kreeg Wil Hartog zijn machine en vanaf de Belgische GP kreeg ook Michel Rougerie, met het oog op het halen van de constructeurstitel, een fabrieks-Suzuki, de reservemotor van Barry Sheene. Aan het einde van het seizoen waren de verhoudingen ten opzichte van Sheene behoorlijk bekoeld; zijn monteurs weigerden in Finland zelfs een krukaslager te vervangen waardoor Sheene uitviel. De monteurs van Pat Hennen werkten daarentegen met veel plezier samen met Willy van Wanrooy, de monteur van Wil Hartog.
- Nu Herbert Rittberger gestopt was kreeg Eugenio Lazzarini de beschikking over diens Van Veen-Kreidler. Daarnaast werd Stefan Dörflinger semi-fabrieksrijder voor Van Veen om Lazzarini te ondersteunen.
- In tegenstelling tot Suzuki breidde Yamaha haar fabrieksteam juist uit, maar officieel was Johnny Cecotto de enige fabriekscoureur, Steve Baker werd vervangen door Kenny Roberts die door Yamaha USA van materiaal werd voorzien en Takazumi Katayama kreeg zijn machines via Yamaha Europa. Yamaha had voor de YZR 500 het nieuwe Yamaha Power Valve System ontwikkeld. Dat zou alleen gebruikt worden door Johnny Cecotto en fabriekstester Ikujiro Takai, maar bij de GP van Spanje bleek men ook aangepaste cilinders voor Takazumi Katayama en Kenny Roberts te hebben meegebracht. De drie verschillende teams leverden wel een probleem op: Toen Roberts na Silverstone voorzichtig polste of hij hulp van Katayama en Cecotto kon verwachten was dat niet mogelijk omdat beide andere coureurs bij andere teams hoorden en Yamaha niet durfde te bemiddelen.

Coureurs
- Rolf Biland oogstte veel kritiek toen hij met zijn revolutionaire "raceauto met drie wielen", de BEO 77 A op de circuits verscheen. Hij bewees het ongelijk van zijn tegenstanders ook enkele keren, want hij won de Grand Prix van Spanje én een internationale race in Mettet met de "normale", door Ernst Trachsel gebouwde TTM-Yamaha. Toch viel zelfs zijn eigen bakkenist Kenny Williams hem af.
- Er gingen al langer geruchten dat Wil Hartog voor de TT van Assen en de GP van België een "oude" fabrieks-Suzuki zou krijgen, maar door het zware ongeval van Pat Hennen tijdens de Isle of Man TT kwam nu een 1978'er Heron-Suzuki ter beschikking. Op voorspraak van Barry Sheene kreeg hij de machine ook in België, omdat Sheene de steun van Hennen moest ontberen. Hartog won de Belgische Grand Prix, niet geheel naar de zin van Sheene.
- Pat Hennen werd opgenomen in het fabrieksteam van Suzuki (Texaco-Heron Suzuki GB) en deed het beter dan zijn teamgenoot Barry Sheene, maar tijdens de Senior TT raakte hij ernstig gewond (schedelbreuk) bij een valpartij ter hoogte van Bishopscourt. Op het moment van het ongeval was hij op de baan in gevecht met Tom Herron, die echter 20 seconden later gestart was en dus eigenlijk een voorsprong op Hennen had. Herron probeerde met handsignalen te waarschuwen dat Hennen het rustiger aan moest doen, maar die verbrak zelfs het ronderecord, tot het bij Bishopscourt fout ging. Uiteindelijk lag Pat Hennen twee maanden in coma.
- Teuvo Länsivuori zou van het Life Team in 1977 omgerekend 25.000 gulden ontvangen, maar in werkelijkheid moest hij enkele duizenden guldens bijleggen. Hij begon het seizoen 1978 zonder machines omdat zijn persoonlijke sponsor, een van de gebroeders Castiglioni, nog geen motorfiets voor hem had.
- Het ging in 1978 erg slecht met de 125cc-Bultaco's en fabrieksrijder Ángel Nieto vroeg en kreeg na de TT van Assen toestemming om het seizoen met een Minarelli af te maken. Hij reed dan wel in dienst van Pier Paolo Bianchi.
- George O'Dell, wereldkampioen in de zijspanklasse in 1977, bestelde in 1978 ook een BEO-combinatie in Zwitserland, omdat dat de enige mogelijkheid zou zijn om Rolf Biland te verslaan. Zijn bakkenist Cliff Holland dreigde daarop zijn carrière te beëindigen, omdat hij niet als passagier in het stoeltje wilde gaan zitten. Het probleem loste zichzelf op een vervelende manier op: In mei raakte eerst Cliff Holland ernstig gewond tijdens een race op Brands Hatch en O'Dell crashte tijdens de trainingen voor de Sidecar TT waarbij hij een been brak.
- Steve Parrish werd in 1978 overtollig bij het Heron Suzuki GB-team en zocht naar een andere sponsor. Die vond hij in ex-Beatle George Harrison, een persoonlijke vriend van Barry Sheene.
- Kenny Roberts had vooral in het begin van het seizoen meer ellende dan plezier van zijn contract met bandenfabrikant Goodyear. Terwijl die nog zocht naar een bruikbare compound voor Roberts banden kostten ze hem overwinningen in de 200 mijl van Imola en de Grand Prix van Spanje.
- Barry Sheene presteerde in het begin van het seizoen ver onder de maat. Hij verklaarde dat door een virusinfectie die hij had opgelopen tijdens de Grand Prix van Venezuela.
- Franco Uncini kreeg van Harley Davidson een aanbod om een privéteam op te zetten met twee monteurs van de fabriek. Hij koos echter voor een contract met Venemotos, de Venezolaanse Yamaha-import van Andres Ippolito. Bij Venemotos was de plaats van de verongelukte Aldo Nannini vrijgekomen.

Races
- Venezuela bleef zich uit de markt prijzen door de vreselijk lage onkostenvergoeding voor de coureurs. De kosten voor een Europese coureur werden geraamd op 4.000 dollar, maar het startgeld voor de echte toprijders bedroeg slechts 1.000 dollar. Alleen aan in- en uitvoerrechten voor de motorfietsen moest al 800 gulden worden afgerekend. De meeste privérijders zouden door naar Venezuela een te gaan een groot deel van hun jaarbudget verspelen. Yamaha-importeur Venemotos beloofde alle douaneformaliteiten voor de coureurs te regelen, maar toen die in Caracas landden bleek hier niets van terecht te zijn gekomen en moesten ze alsnog in de buidel tasten. Het duurde drie dagen tot de machines door de douane waren. Ondanks de temperaturen van 50- tot 55 °C ontbraken douches in het rennerskwartier en de toiletten waren erg smerig. Vanwege de mysterieuze "verdwijningen" van motorfietsen namen de coureurs die de keuze hadden ook niet hun beste machines mee. Toni Mang raakte zijn fabrieks-Kawasaki KR 250 inderdaad in Venezuela kwijt. Toen Takazumi Katayama na de races met organisator Teodardo Estrada sprak over de tekortkomingen in het rennerskwartier kreeg hij als antwoord dat hij de volgende keer maar niet meer moest komen als het hem niet beviel. In dat rennerskwartier was geen gesloten sleutelruimte, zodat alle motoronderdelen meteen onder het stof zaten en er waren ook niet voldoende toegangskaarten voor de teams, maar wel voor bezoekers die zelfs met bussen het rennerskwartier in werden gereden. Vic Soussan werd na het raceweekend uit het vliegtuig gehaald omdat hij een korte broek droeg. Zijn bagage vloog naar Europa, maar Vic werd in de gevangenis gezet.
- De Spaanse organisatoren kregen het bijna voor elkaar Gregg Hansford een start te weigeren. Hansford was ook een nieuweling in het wereldkampioenschap, maar had in Australië en in de 750cc-races zijn sporen verdiend en was niet voor niets opgenomen in het fabrieksteam van Kawasaki. De halstarrige Spanjaarden wilden er niets van weten en toen hij uiteindelijk toestemming kreeg was er nog maar één dag over om te trainen. De organisatie wist ook een wetsartikel op te duiken waardoor men de mobiele kliniek van Dr. Claudio Costa buiten het rennerskwartier kon houden.
- Na de verschrikkelijke gebeurtenissen in 1977 had men op de Salzburgring maatregelen genomen. Er waren zelfs stukken van de berg weggehakt om ruimte te maken voor vanghekken en strobalen en op die plaats was ook de vangrail verwijderd.
- De Franse FFM organiseerde haar Grand Prix, ondanks de aanwezigheid van goede circuits als Paul Ricard en Le Mans, uitgerekend in een uithoek in Zuid-Frankrijk op het Circuit Paul Armagnac bij Nogaro. De betekende dat het rennerskwartier veel te klein was, het wegdek erg slecht en dat het weinige publiek op taluds moest plaatsnemen, die door de regen ook nog doornat waren geworden.
- Na twee dodelijke ongelukken in 1976 was het circuit van Mugello veel veiliger geworden. Dat bleek toen al in de trainingen diverse rijders op dezelfde plaats vielen maar zonder letsel konden weglopen.
- De Zweedse Grand Prix verhuisde van de Scandinavian Raceway in Anderstorp naar het Karlskoga Motorstadion. Een nieuwe organisatie dus, en meteen dreigde het al mis te gaan: grote namen als Franco Uncini, Harald Bartol, Eugenio Lazzarini, Christian Sarron en zelfs regerend wereldkampioen Mario Lega kregen geen start omdat "de inschrijving te laat was binnengekomen". Een korte rijdersstaking maakte een eind aan het probleem.
- De Grand Prix van Tsjecho-Slowakije was maar mager bezet: De 125- en de 350cc-wereldtitels waren al beslist en bovendien waren veel grote sterren weggebleven vanwege de Formule 750 race in Nivelles. Dat er toch nog veel 350cc-coureurs waren kwam omdat ze ook nog belangen in de 250cc-klasse hadden. Twee wereldtitels werden in Brno beslist: de 50cc-klasse en de zijspanklasse.
- Ook Joegoslavië had het probleem dat er tegelijkertijd een Formule 750 race was, maar er waren maar weinig WK-rijders naar Mosport Park gereisd. Daar reed Kenny Roberts wel, waardoor hij zijn kansen in de 250cc-klasse liet lopen. Men nam in Joegoslavië wel het nieuwe Automotodrom Grobnik bij Rijeka in gebruik.

## Overleden
- Tijdens de Isle of Man TT vielen vijf doden, waaronder de WK-rijders Malcolm Hobson, Kenny Birch en Ernst Trachsel. Rolf Biland, die in de eerste Sidecar TT was uitgevallen, besloot in de tweede race niet te starten om zich te kunnen ontfermen over het (vervoer van het) stoffelijk overschot van Ernst Trachsel.
- John Williams won de 500cc-race tijdens de Ulster Grand Prix, maar verongelukte tijdens de 1.000cc-Formula One race. Hij was eigenlijk in een langzame bocht niet hard gevallen en overleed dan ook onverwacht in het ziekenhuis.

## Gestopt
- Pas begin 1978 werd bekend dat Herbert Rittberger zijn carrière had beëindigd.
- Josef "Sepp" Huber, de bakkenist van Rolf Steinhausen trainde nog voor de GP van Oostenrijk, maar moest vaststellen dat hij nog veel last had van de gevolgen van een verkeersongeluk in 1977. Zijn reactievermogen en de spiercontrole over een arm waren verminderd en hij besloot zijn carrière te beëindigen. Rolf Steinhausen riep de hulp in van de inmiddels 49-jarige Wolfgang Kalauch.
- Pat Hennen liep ernstig hoofdletsel op tijdens de Senior TT en lag weken in coma. Hoewel hij uiteindelijk herstelde sloot hij zijn wegracecarrière af.
- Jean-Philippe Orban besloot in juni zijn carrière na tien seizoenen te beëindigen.
- Mario Lega wilde beslist niet verder met Morbidelli maar vond ook bij geen ander team onderdak en beëindigde zijn carrière.
- Teuvo Länsivuori besloot zijn carrière na het seizoen 1978 af te sluiten, omdat het hem maar niet lukte tot de echte top door te dringen. Hij nam de zaak van zijn vader over en werd begrafenisondernemer.
- Kenny Williams, de bakkenist van Rolf Biland, beëindigde zijn carrière eind 1978 om in Zuid-Afrika zijn beroep als gereedschapsmaker weer op te nemen.
- Cliff Holland moest zijn carrière als bakkenist afsluiten nadat hij in Brands Hatch ernstig gewond was geraakt.
- Jack Findlay besloot na de Grand Prix van Duitsland zijn carrière te beëindigen. Hij was 43 jaar oud en had 21 jaar aan WK-races deelgenomen.

## Puntentelling
|         | 1e | 2e | 3e | 4e | 5e | 6e | 7e | 8e | 9e | 10e |
| Punten: | 15 | 12 | 10 | 8  | 6  | 5  | 4  | 3  | 2  | 1   |

## Aantal (tellende) wedstrijden
Vanaf 1977 telden alle resultaten mee.
| Klasse  | Races | Tellend |
| ------- | ----- | ------- |
| 50 cc   | 7     | 7       |
| 125 cc  | 12    | 12      |
| 250 cc  | 12    | 12      |
| 350 cc  | 11    | 11      |
| 500 cc  | 11    | 11      |
| zijspan | 8     | 8       |

## 500cc-Klasse
Barry Sheene dacht zijn wereldtitel wel te kunnen verdedigen, zeker tegen Kenny Roberts, die nog nooit op de Europese circuits gereden had. Dat viel erg tegen en halverwege het seizoen richtte Suzuki zich liever op de constructeurstitel. Daarom kreeg Wil Hartog de machine en de monteurs van Pat Hennen, die na een zware val tijdens de Isle of Man TT maandenlang in coma lag. Hartog en Michel Rougerie (en later ook Virginio Ferrari) moesten Sheene helpen, maar die had zelfs moeite zijn nieuwe teamgenoten bij te houden. Roberts richtte zich meer en meer op de 500cc-titel door de 250cc-klasse te verwaarlozen en werd verrassend in zijn eerste seizoen wereldkampioen.
Venezuela, San Carlos
In de hitte van Venezuela begon Barry Sheene (Suzuki) erg rustig, wetende dat hij zijn conditie nog hard nodig zou hebben. Dat bleek ook wel: Nadat de snelle starters Kenny Roberts (motor liep op drie cilinders) en Johnny Cecotto (Yamaha, voorband werd te zacht) waren uitgevallen moest Pat Hennen (Suzuki) hem eigenlijk door uitputting laten gaan. Takazumi Katayama lag toen nog aan de leiding, maar hij viel. Steve Baker (Suzuki) werd tweede en Steve Parrish (Suzuki) werd derde.
Spanje, Jarama
Van de vernieuwde Yamaha YZR 500 werd veel verwacht, zeker nu in Spanje alle fabrieksrijders het Yamaha Power Valve System konden gebruiken. Roberts en Cecotto, die als snelsten getraind hadden, waren ook als eersten weg bij de start, maar Cecotto viel al vroeg terug in de derde groep, nog achter Pat Hennen en Marco Lucchinelli (beiden op een Suzuki). Roberts bouwde een voorsprong van tien seconden op ten opzichte van Pat Hennen, maar door klemmende gasschuiven (het gas bleef open staan) moest hij toestaan dat Hennen de race toch nog won. Roberts werd tweede en de derde plaats was voor Takazumi Katayama. Pat Hennen stond nu aan de leiding van het wereldkampioenschap.
Oostenrijk, Salzburgring
In Oostenrijk kwam Kenny Roberts na de eerste ronde pas als zevende door, maar hij reed een aantal zeer snelle ronden, nam een grote voorsprong en ging die daarna rustig consolideren. Zijn teamgenoot Cecotto kon hem niet volgen, maar wist wel de onderling strijdende teamgenoten Pat Hennen en Barry Sheene voor te blijven. Hennen viel later in de race uit en Barry Sheene eindigde de race als derde. Barry Sheene nam wel de leiding in het kampioenschap over.
Frankrijk, Nogaro
Nu de problemen met de Goodyear-banden van Kenny Roberts verleden tijd waren was hij eigenlijk moeilijk te verslaan. In Frankrijk deelde Yamaha een gevoelige klap uit aan Suzuki, terwijl Barry Sheene juist overtuigd was van zijn kansen op het stuurcircuit van Nogaro. Hij had echter ook gezegd dat het hier moest gebeuren, anders waren zijn kansen op de wereldtitel verdwenen. Johnny Cecotto (uitgevallen) en Takazumi Katayama (gevallen) haalden de finish niet, maar behalve winnaar Kenny Roberts moest Sheene ook teamgenoot Pat Hennen voorbij laten.
Nations GP, Mugello
In Italië had Wil Hartog de snelste start. Hij begon als "snelstarter" een fenomeen te worden. Hij moest de leiding al snel afstaan aan een kopgroep die bestond uit Roberts, Lucchinelli, Hennen, Sheene en Cecotto. Binnen een paar ronden bouwde Kenny Roberts al een flinke voorsprong op en opnieuw kon Pat Hennen hem beter volgen dan Barry Sheene, die uiteindelijk slechts vijfde werd. Hennen werd achter Roberts tweede en op de derde plaats finishte Marco Lucchinelli. Wil Hartog had zo hard voor zijn zesde plaats moeten werken dat zijn laarzen waren doorgesleten en hij zijn tenen moest laten behandelen in de mobiele kliniek.
Nederland, Assen
Met de fabrieks- Heron-Suzuki vertrok Wil Hartog vanaf de derde startrij als snelste in zijn thuiswedstrijd. Hij hield het twee ronden vol, maar miste de bocht bij de Bedeldijk en hij werd gepasseerd door Sheene, Roberts en Katayama. Cecotto wist bij deze kopgroep aansluiting te vinden. Hoewel de koppositie enkele malen wisselde moesten een paar man uiteindelijk afhaken: Katayama door overlopende vlotterkamers en Sheene met bandenproblemen. Teamgenoten Cecotto en Roberts reden zo naar de finish en Cecotto won met 0,1 seconde voorsprong. Barry Sheene wist nog derde te worden, Wil Hartog werd vijfde.
België, Spa-Francorchamps
In België zette de Suzuki-fabriek alles op alles om in elk geval de constructeurstitel nog te winnen. Daarom kreeg Wil Hartog de motorfiets van de gewonde Pat Hennen en Michel Rougerie de reservemachine van Barry Sheene. Zij moesten de Yamaha-rijders op achterstand zetten en Sheene laten winnen. Sheene pakte op de natte baan ook wel kopstart, maar ronde na ronde kwam Wil Hartog als eerste langs, gevolgd door Sheene en Roberts. Hartog wilde Sheene wel voorbij laten, maar die ging zo langzaam dat zelfs de slecht gestarte Rougerie aansluiting vond. Uiteindelijk liet wil Hartog Barry Sheene voorbij om hem vervolgens acht- tot negenmaal in te halen om hem te tonen op welke plaatsen hij te langzaam ging. Sheene begreep de boodschap niet en kon gewoon niet zo snel als Wil Hartog. Uiteindelijk maakte de Japanse teamleiding een einde aan het spektakel: zij toonden Hartog enkele ronden voor het einde een pitbord met de tekst "GO". Op die manier zou in elk geval een Suzuki winnen, belangrijk voor de constructeurstitel. In de laatste paar ronden pakte Hartog een voorsprong van dertien seconden en hij won de Belgische Grand Prix. Kenny Roberts, die zich gewoon op Sheene geconcentreerd had, werd tweede, Barry Sheene derde.
Zweden, Karlskoga
Ook in Zweden was Wil Hartog met overmacht de snelste. Dat begon al met zijn gebruikelijke bliksemstart, vanaf de vijfde startplaats. Kenny Roberts was in de training gevallen en bepaald niet fit, waardoor hij al vroeg in de race moest afhaken (hij werd zevende). Hartog nam een behoorlijke voorsprong op Barry Sheene en Johnny Cecotto. Hartog liet Sheene, conform zijn stalorders, passeren maar bleef daarna zo dicht achter hem rijden dat het bij de finish nog bijna fout ging. Sheene draaide het gas wat vroeg dicht waardoor Hartog slechts 0,05 seconde na hem finishte. Takazumi Katayama eindigde op de derde plaats.
Finland, Imatra
Ook in Finland had Wil Hartog kopstart vanaf de vijfde startpositie, en hoewel Kenny Roberts in de eerste ronde de leiding even wist over te nemen, werd hij al snel weer naar de tweede plaats verwezen. Van stalorders voor Hartog kwam het ditmaal niet, want Barry Sheene reed toen nog achter Katayama en Virginio Ferrari. Die wist hij weliswaar te passeren, maar in de zesde ronde viel Sheene uit. Dat overkwam Roberts in de achtste ronde en toen Katayama en Cecotto wat dichter bij Wil Hartog kwamen gaf deze eenvoudig wat meer gas om opnieuw uit te lopen en de race te winnen. Katayama werd tweede, Cecotto derde. Michel Rougerie vernielde door een val de reserve-Suzuki van Barry Sheene.
Groot-Brittannië, Silverstone
De Britse 500cc-GP begon droog en opnieuw reed Wil Hartog aan de leiding. Hij werd even gepasseerd door Kenny Roberts, maar samen hadden ze een voorsprong op de rest van het veld. Sheene zakte af naar de zesde plaats. Het begon te regenen terwijl iedereen op slicks reed. Hartog was een van de eerste uitvallers toen zijn motor op drie cilinders begon te lopen. De omstandigheden werden steeds slechter en Barry Sheene liet als eerste wielen met regenbanden monteren. Een aantal coureurs volgde dat voorbeeld, maar niet iedereen. Roberts deed het wel en won de race, maar Steve Manship (Suzuki) die op intermediates was gestart, bleef rijden en werd tweede, terwijl Sheene uiteindelijk derde werd. Door alle bandenwissels was niet iedereen overtuigd van de finishvolgorde: Marco Lucchinelli, die geen wielen had gewisseld, claimde de overwinning en diende tervergeefs een protest tegen de uitslag in. Kenny Roberts kon zelf niet uitsluiten dat hij de eerste plaats in Engeland ten onrechte had gekregen ("Ik word betaald om te rijden, niet om de ronden te tellen"), maar had in Duitsland in elk geval aan een vierde plaats genoeg om wereldkampioen te worden. Uiteindelijk bleek dat Roberts wel degelijk winnaar was.
Duitsland, Nordschleife
Kenny Roberts liet niets aan het toeval over en verkende dagenlang de moeilijke Nordschleife. Suzuki op haar beurt probeerde alles om individuele- en constructeurstitel te grijpen en gaf ook Virginio Ferrari een Heron-Suzuki. Kenny trainde al sneller dan de Suzuki's en alleen (uit)vallen kon hem van de wereldtitel afhouden. Ferrari startte als snelste, gevolgd door Cecotto en Roberts, maar Barry Sheene werd al meteen op achterstand gereden. Wil Hartog viel al vroeg in de race, waardoor hij zijn derde plaats in het wereldkampioenschap verspeelde. Ferrari en Cecotto bleven aan de leiding, maar Kenny Roberts liet zich wat terugzakken om zijn machine heel te houden. Van Sheene had hij niets te vrezen, want die had de grootste moeite in zijn gevecht met Takazumi Katayama. Ferrari won de race nipt voor Cecotto, Roberts werd derde (en wereldkampioen) en Barry Sheene werd vierde.

### Uitslagen 500 cc
|    | Datum    | Race                    | Circuit                  | 1e               | 2e                | 3e                | Poleposition    | Snelste ronde    |
| -- | -------- | ----------------------- | ------------------------ | ---------------- | ----------------- | ----------------- | --------------- | ---------------- |
| 1  | 19 maart | GP van Venezuela        | San Carlos               | Barry Sheene     | Pat Hennen        | Steve Baker       | Johnny Cecotto  | Barry Sheene     |
| 2  | 16 april | GP van Spanje           | Jarama                   | Pat Hennen       | Kenny Roberts     | Takazumi Katayama | Kenny Roberts   | Kenny Roberts    |
| 3  | 30 april | GP van Oostenrijk       | Salzburgring             | Kenny Roberts    | Johnny Cecotto    | Barry Sheene      | Johnny Cecotto  | Kenny Roberts    |
| 4  | 7 mei    | GP van Frankrijk        | Nogaro                   | Kenny Roberts    | Pat Hennen        | Barry Sheene      | Johnny Cecotto  | Kenny Roberts    |
| 5  | 14 mei   | GP des Nations          | Mugello                  | Kenny Roberts    | Pat Hennen        | Marco Lucchinelli | Kenny Roberts   | Kenny Roberts    |
| 6  | 24 juni  | TT van Assen            | Assen                    | Johnny Cecotto   | Kenny Roberts     | Barry Sheene      | Johnny Cecotto  | Kenny Roberts    |
| 7  | 2 juli   | GP van België           | Spa-Francorchamps        | Wil Hartog       | Kenny Roberts     | Barry Sheene      | Johnny Cecotto  | Michel Rougerie  |
| 8  | 23 juli  | GP van Zweden           | Karlskoga                | Barry Sheene     | Wil Hartog        | Takazumi Katayama | Johnny Cecotto  | Johnny Cecotto   |
| 9  | 30 juli  | GP van Finland          | Imatra                   | Wil Hartog       | Takazumi Katayama | Johnny Cecotto    | Johnny Cecotto  | Johnny Cecotto   |
| 10 | 6 aug    | GP van Groot-Brittannië | Silverstone              | Kenny Roberts    | Steve Manship     | Barry Sheene      | Michel Rougerie | Kenny Roberts    |
| 11 | 20 aug   | GP van Duitsland        | Nürburgring Nordschleife | Virginio Ferrari | Johnny Cecotto    | Kenny Roberts     | Johnny Cecotto  | Virginio Ferrari |

### Eindstand 500 cc
| Pos. | Coureur           | Motorfiets          | Ptn. |
| ---- | ----------------- | ------------------- | ---- |
| 1    | Kenny Roberts     | Yamaha              | 110  |
| 2    | Barry Sheene      | Heron-Suzuki        | 100  |
| 3    | Johnny Cecotto    | Yamaha              | 66   |
| 4    | Wil Hartog        | Suzuki/Heron-Suzuki | 65   |
| 5    | Takazumi Katayama | Yamaha              | 53   |
| 6    | Pat Hennen        | Heron-Suzuki        | 51   |
| 7    | Steve Baker       | Gallina-Suzuki      | 42   |
| 8    | Teuvo Länsivuori  | Suzuki              | 39   |
| 9    | Marco Lucchinelli | Suzuki              | 30   |
| 10   | Michel Rougerie   | Suzuki/Heron-Suzuki | 23   |
| 11   | Virginio Ferrari  | Suzuki/Heron Suzuki | 22   |
| 12   | Steve Parrish     | Suzuki              | 20   |
| 13   | Boet van Dulmen   | Suzuki              | 15   |
| 14   | Steve Manship     | Suzuki              | 12   |
| 15   | Christian Estrosi | Suzuki              | 11   |
| 16   | Graziano Rossi    | Suzuki              | 7    |

| Pos. | Coureur             | Motorfiets | Ptn. |
| ---- | ------------------- | ---------- | ---- |
| 17   | John Newbold        | Suzuki     | 7    |
| 18   | Robertino Pietri    | Yamaha     | 6    |
| 19   | Gianni Rolando      | Suzuki     | 6    |
| 20   | Gerhard Vogt        | Yamaha     | 5    |
| 21   | Philippe Coulon     | Suzuki     | 5    |
| 22   | Leandro Becheroni   | Suzuki     | 4    |
| 23   | Alex George         | Suzuki     | 4    |
|      | Jürgen Steiner      | Suzuki     | 4    |
| 25   | Jean-Philippe Orban | Suzuki     | 3    |
| 26   | Gianfranco Bonera   | Suzuki     | 2    |
|      | Carlo Perugini      | Suzuki     | 2    |
|      | Tom Herron          | Suzuki     | 2    |
| 29   | Bruno Kneubühler    | Suzuki     | 2    |
| 30   | Kenny Blake         | Yamaha     | 1    |
|      | Dennis Ireland      | Suzuki     | 1    |

### Constructeurstitel 500 cc
| Pos. | Constructeur | Ptn. |
| ---- | ------------ | ---- |
| 1    | Suzuki       | 146  |
| 2    | Yamaha       | 139  |

## 350cc-Klasse
Hoewel Takazumi Katayama aan het begin van het seizoen nog wel hoop had op het verlengen van zijn wereldtitel, was de overmacht van Kawasaki toch wel erg groot. Daar kwam nog bij dat de Yamaha driecilinder het hele seizoen niet meer aan de start kwam en Katayama moest het dus met een "gewone" Yamaha TZ 350 tweecilinder doen. Naarmate het seizoen vorderde richtte Katayama zich meer en meer op de 500 cc- en de Formule 750. In de 350cc-klasse had Kork Ballington (Kawasaki) minder tegenstand dan in de 250cc-klasse.
Venezuela, San Carlos
In Venezuela ging Gregg Hansford (Kawasaki) vanaf de vijfde ronde aan de leiding en in de vijftiende ronde had hij al 11 seconden voorsprong. Toen viel hij uit door een kapotte oliekeerring en nam Franco Uncini (Yamaha) de leiding over, maar ook hij viel uit. Takazumi Katayama (Yamaha) kwam zo op kop te zitten en hij won de race. Patrick Fernandez werd tweede en Paolo Pileri werd derde.
Oostenrijk, Salzburgring
34 rijders kwalificeerden zich binnen vier seconden voor de Grand Prix van Oostenrijk, maar Walter Villa en Paolo Pileri slaagden daar niet in. Kork Ballington ging er met zijn Kawasaki KR 350 meteen na de start vandoor. Franco Uncini en Takazumi Katayama vochten nog een tijdje om de tweede plaats, tot Katayama wat vermogen miste en Uncini moest laten gaan. De race verloor daardoor al vroeg alle spanning, want de eerste posities veranderden niet meer.
Frankrijk, Nogaro
Na zijn overwinning in de 250cc-race in Frankrijk won Gregg Hansford ook de 350cc-klasse. Zijn teamgenoot Ballington werd tweede, terwijl Jon Ekerold en Tom Herron een boeiend gevecht om de derde plaats uitvochten. Dat werd gewonnen door Ekerold.
Nations GP, Mugello
Even reed Michel Rougerie (Yamaha) aan de leiding van de 350cc-race in Italië, maar al snel gingen de Kawasaki-coureurs Kork Ballington en Gregg Hansford ervandoor. Hansford moest Ballington laten gaan toen hij last kreeg van een klemmende gasschuif, maar hij werd wel tweede. Takazumi Katayama werd derde.
Nederland, Assen
In Assen begon het tijdens de opwarmronde van de 350cc-klasse te regenen en de meeste rijders gingen naar de pit om regenbanden te halen. Niet allemaal echter, en dat zou bepalend zijn voor het wedstrijdverloop. Mick Grant had licht opgesneden slicks en werd slechts zevende, Katayama stopte in de elfde ronde en Gregg Hansford werd met zijn slicks slechts achtste. Jon Ekerold reed even aan de leiding, maar werd gepasseerd door Ballington en Gianfranco Bonera, die eerste en tweede werden.
Zweden, Karlskoga
In Zweden gingen aanvankelijk Takazumi Katayama en Kork Ballington aan de leiding, terwijl Gregg Hansford en Mick Grant een slechte start hadden. Hansford liet er echter geen gras over groeien: binnen een paar ronden sloot hij aan bij de kopgroep en even later ging hij er zelfs vandoor. Halverwege de race kon Ballington ook weglopen bij Katayama om de tweede plaats veilig te stellen.
Finland, Imatra
In Finland startte Kork Ballington als snelste, maar vervolgens liet hij Michel Rougerie elf ronden lang kopwerk doen. Toen nam Ballington de leiding over om als eerste naar de finish te rijden. Katayama en Hansford waren slecht gestart maar intussen opgerukt naar posities achter Rougerie. Hansford viel echter in de zesde ronde uit, terwijl Rougerie uiteindelijk door een slecht lopende motor terugviel naar plaats zeven. Dat bracht Katayama op de tweede plaats aan de finish, terwijl Tom Herron derde werd.
Groot-Brittannië, Silverstone
In Silverstone liet Ballington de snel gestarte Tom Herron vijftien ronden lang aan de leiding rijden. Ballington volgde samen met Michel Rougerie, tot hij het wel genoeg vond en met tien seconden voorsprong de wedstrijd won. Daarmee behaalde hij tevens zijn eerste wereldtitel. Herron eindigde de race als tweede en Mick Grant werd derde.
Duitsland, Nordschleife
In Duitsland wist Katayama eindelijk weer eens een 350cc-race te winnen, nadat leider Gregg Hansford was uitgevallen en Katayama Kork Ballington op de streep net wist te kloppen. Michel Rougerie werd derde.
Tsjecho-Slowakije, Masaryk-Ring
Hoewel de titel allang beslist was, maakten Kork Ballington, Gregg Hansford en Michel Rougerie er toch een spannende strijd van in Brno. Pas tegen het einde vielen ze wat uit elkaar en won Ballington met twee seconden voorsprong van Hansford, terwijl Rougerie met negentien seconden achterstand derde werd. Alan North was eindelijk terug na zijn verkeersongeval eind 1977. Hij vocht een mooi gevecht uit met Katayama en Paolo Pileri, maar eindigde buiten de punten.
Joegoslavië, Rijeka
Kork Ballington was net wereldkampioen 250 cc geworden toen in Rijeka kort na de start zijn Kawasaki op één cilinder ging lopen. Daardoor kon hij wat eerder beginnen met het feest in het rennerskwartier. Gregg Hansford won de 350cc-race terwijl achter hem een leuke strijd om de tweede plaats ontstond. Tot halverwege de wedstrijd ging dat gevecht tussen Jon Ekerold, Gianfranco Bonera, Patrick Fernandez, Toni Mang, Tom Herron en Vic Soussan. Uiteindelijk werd Bonera tweede en Fernandez derde.

### Uitslagen 350 cc
|    | Datum    | Race                     | Circuit                  | 1e                | 2e                | 3e                | Poleposition       | Snelste ronde     |
| -- | -------- | ------------------------ | ------------------------ | ----------------- | ----------------- | ----------------- | ------------------ | ----------------- |
| 1  | 19 maart | GP van Venezuela         | San Carlos               | Takazumi Katayama | Patrick Fernandez | Paolo Pileri      | Franco Uncini      | Franco Uncini     |
| 2  | 30 april | GP van Oostenrijk        | Salzburgring             | Kork Ballington   | Franco Uncini     | Takazumi Katayama | Kork Ballington    | Kork Ballington   |
| 3  | 7 mei    | GP van Frankrijk         | Nogaro                   | Gregg Hansford    | Kork Ballington   | Jon Ekerold       | Olivier Chevallier | Gregg Hansford    |
| 4  | 14 mei   | GP des Nations           | Mugello                  | Kork Ballington   | Gregg Hansford    | Takazumi Katayama | Franco Uncini      | Gregg Hansford    |
| 5  | 24 juni  | TT van Assen             | Assen                    | Kork Ballington   | Gianfranco Bonera | Jon Ekerold       | Franco Uncini      | Gianfranco Bonera |
| 6  | 23 juli  | GP van Zweden            | Karlskoga                | Gregg Hansford    | Kork Ballington   | Takazumi Katayama | Gregg Hansford     | Gregg Hansford    |
| 7  | 30 juli  | GP van Finland           | Imatra                   | Kork Ballington   | Takazumi Katayama | Tom Herron        | Kork Ballington    | Takazumi Katayama |
| 8  | 6 aug    | GP van Groot-Brittannië  | Silverstone              | Kork Ballington   | Tom Herron        | Mick Grant        | Kork Ballington    | Tom Herron        |
| 9  | 20 aug   | GP van Duitsland         | Nürburgring Nordschleife | Takazumi Katayama | Kork Ballington   | Michel Rougerie   | Gregg Hansford     | Takazumi Katayama |
| 10 | 27 aug   | GP van Tsjecho-Slowakije | Masaryk-Ring             | Kork Ballington   | Gregg Hansford    | Michel Rougerie   | Kork Ballington    | Kork Ballington   |
| 11 | 17 sept  | GP van Joegoslavië       | Rijeka                   | Gregg Hansford    | Gianfranco Bonera | Patrick Fernandez | Gregg Hansford     | Gregg Hansford    |

### Eindstand 350 cc
| Pos. | Coureur            | Motorfiets       | Ptn. |
| ---- | ------------------ | ---------------- | ---- |
| 1    | Kork Ballington    | Kawasaki         | 134  |
| 2    | Takazumi Katayama  | Yamaha           | 77   |
| 3    | Gregg Hansford     | Kawasaki         | 76   |
| 4    | Jon Ekerold        | Yamaha           | 64   |
| 5    | Tom Herron         | Yamaha           | 50   |
| 6    | Michel Rougerie    | Yamaha           | 47   |
| 7    | Gianfranco Bonera  | Yamaha           | 37   |
| 8    | Patrick Fernandez  | Yamaha           | 36   |
| 9    | Vic Soussan        | Yamaha           | 34   |
| 10   | Olivier Chevallier | Yamaha           | 27   |
| 11   | Pentti Korhonen    | Yamaha           | 20   |
| 12   | Franco Uncini      | Venemotos-Yamaha | 19   |
| 13   | Paolo Pileri       | Morbidelli       | 18   |
| 14   | Mick Grant         | Kawasaki         | 16   |
| 15   | Christian Sarron   | Sonauto-Yamaha   | 15   |
| 16   | Toni Mang          | Kawasaki         | 14   |

| Pos. | Coureur            | Motorfiets     | Ptn. |
| ---- | ------------------ | -------------- | ---- |
| 17   | Patrick Pons       | Sonauto-Yamaha | 9    |
| 18   | Marco Lucchinelli  | Yamaha         | 5    |
|      | Guy Bertin         | Yamaha         | 5    |
| 20   | Eric Saul          | Yamaha         | 4    |
| 21   | Vanes Francini     | Yamaha         | 3    |
| 22   | Raymond Roche      | Yamaha         | 3    |
| 23   | Edoardo Alemán     | Yamaha         | 2    |
|      | Piet van der Wal   | Yamaha         | 2    |
|      | Leif Gustafsson    | Yamaha         | 2    |
|      | Giovanni Pelletier | Yamaha         | 2    |
| 27   | Antonio Piccioni   | Yamaha         | 1    |
|      | Mario Lega         | Morbidelli     | 1    |
|      | Eero Hyvärinen     | Yamaha         | 1    |
|      | Hervé Moineau      | Yamaha         | 1    |
|      | Roland Freymond    | Yamaha         | 1    |

### Constructeurstitel 350 cc
| Pos. | Constructeur | Ptn. |
| ---- | ------------ | ---- |
| 1    | Kawasaki     | 155  |
| 2    | Yamaha       | 130  |

## 250cc-Klasse
Kenny Roberts zette begin 1978 nog in op drie klassen: 250- en 500 cc en de Formule 750. Naarmate het jaar verstreek liet hij steeds meer 250cc-races schieten om zich op de andere klassen te concentreren. Zijn Yamaha had ook moeite genoeg met de snelle Kawasaki's van Kork Ballington en Gregg Hansford. Die machines waren intussen heel betrouwbaar geworden en bepaalden het 250cc-wereldkampioenschap in 1978.
Venezuela, San Carlos
Kenny Roberts won de openingsrace in Venezuela met grote overmacht. Het werd zijn eerste overwinning in het wereldkampioenschap, nadat hij in de 500cc-klasse was uitgevallen. De tweede plaats ging naar de jonge Venezolaan Carlos Lavado (Yamaha), die ook al de tweede trainingstijd had gereden en een foutloze wedstrijd reed. Patrick Fernandez (Yamaha) eindigde als derde.
Spanje, Jarama
De Spaanse organisatoren wilden Gregg Hansford niet eens een start geven, maar in de 250cc-race leek hij lang op de tweede plaats aan te sturen, achter Kenny Roberts. Die laatste begon echter grip van zijn achterband te verliezen en zo won Hansford de race zelfs. Roberts werd wel nog tweede en Franco Uncini (Yamaha) eindigde als derde. Een belangrijke overwinning voor Gregg Hansford, die door de problemen met de organisatie slechts één dag had kunnen trainen.
Frankrijk, Nogaro
In Frankrijk reed Jon Ekerold (Yamaha) de eerste ronde aan de leiding, maar toen werd hij ingehaald door Gregg Hansford en Kenny Roberts. Zij gingen ook sneller dan Kork Ballington, die Ekerold ook passeerde. In het gevecht om de leiding verremde Roberts zich een keer en hij finishte twee seconden na Hansford. Ballington moest om de derde plaats vechten met Patrick Fernandez tot die ten val kwam.
Nations GP, Mugello
Hoewel het niet goed ging met de 250cc-Morbidelli was het publiek in Italië heel even blij toen Mario Lega de eerste ronde als snelste aflegde. Al snel vlogen de tegenstanders hem echter voorbij, eerst Ballington, Hansford, Roberts en Uncini en later ook Ekerold en Herron. De beide Kawasaki-rijders konden een voorsprong nemen toen Roberts werd uitgeschakeld door een vastloper. Pas vlak voor de streep passeerde Ballington Hansford en hij won de race, maar voor Hansford was de tweede plaats voldoende om de leiding in het wereldkampioenschap over te nemen. Takazumi Katayama werd in Italië derde.
Nederland, Assen
Net als in de 350cc-klasse was de bandenkeuze van de 250cc-klasse in Assen moeilijk, omdat het weliswaar droog was, maar de baan nog nat. Zo kozen sommigen voor volledige regenbanden, anderen voor intermediates en Kenny Roberts voor een opgesneden slick. Toen Roberts' machine eindelijk aansloeg was het hele veld (behalve Patrick Fernandez) al door de eerste S-bocht verdwenen. Roberts reed echter een geweldige race. Binnen twee ronden meldde hij zich bij de kopgroep en aan het einde van de tweede ronde remde hij Gregg Hansford bij de Geert Timmer-bocht uit om de tweede plaats te grijpen. Ook de leidende Ballington moest eraan geloven en werd uiteindelijk tweede, voor Hansford.
België, Spa-Francorchamps
In België startte de Yamaha van Kenny Roberts heel slecht en na de eerste ronde parkeerde hij zijn machine in de pit. Gregg Hansford viel ook al in de eerste ronde uit en Mick Grant (Kawasaki) stopte na de tweede ronde, terwijl Kork Ballington in de nattigheid geen risico's nam en slechts vijfde werd. De leiders in het kampioenschap speelden dus geen grote rol en dat gaf Paolo Pileri en Franco Uncini de kans om om de winst te vechten. Uiteindelijk won Pileri met een behoorlijke voorsprong. Om de derde plaats werd stevig gevochten door Walter Villa en Patrick Fernandez. Uiteindelijk werd die strijd door Villa gewonnen.
Zweden, Karlskoga
Na zijn ruime overwinning in de Zweedse 350cc-race won Gregg Hansford ook de 250cc-klasse. Ballington werd tweede en dat zou ongunstig zijn geweest voor zijn titelaspiraties, ware het niet dat Kenny Roberts in de training geblesseerd was geraakt en zijn krachten wilde sparen voor de 500cc-race. Daardoor kon Ballington zijn voorsprong op Roberts in de 250cc-klasse toch uitbouwen. Hij had nu 69 punten, Roberts slechts 54. Hansford kwam wel erg dichtbij met 67 punten.
Finland, Imatra
In Finland kwam wereldkampioen Mario Lega voor het eerst in 1978 op het podium. Hij startte dan ook als snelste, met achter zich Kork Ballington. Pileri en Ekerold (die nu was overgestapt op een Morbidelli) hadden juist een slechte start. Na een ronde nam Ballington de leiding over om vervolgens weg te lopen. In de vierde ronde kwam Hansford op de tweede plaats terecht en hij hield die plaats ook vast. Lega werd wel derde. Walter Villa reed ook voor het eerst op de 250cc-MBA, maar viel uit, net als Kenny Roberts.
Groot-Brittannië, Silverstone
In de Britse Grand Prix ontstond na de start een leuke strijd tussen Tom Herron, Alain Chevallier en Kork Ballington, terwijl de achtervolgende groep werd aangevoerd door Toni Mang. Ballington viel echter uit door een uitgelopen big-end. Chevallier viel en moest zijn race in het achterveld voortzetten, maar Mang reed de snelste raceronde en drie ronden voor het einde passeerde hij Tom Herron. Raymond Roche (Yamaha), die in de 350cc-race was uitgevallen, werd derde.
Duitsland, Nordschleife
Jon Ekerold had geen goed woord over voor zijn Morbidelli en startte in Duitsland maar weer met zijn Yamaha TZ 250, die ook kansloos was, maar beter dan de fabrieks-Morbidelli. Hij was zowaar als snelste weg bij de start, maar moest al snel toekijken hoe Kork Ballington van hem wegliep. Gregg Hansford ging achter Ballington aan, maar zijn machine was te rijk afgesteld en hij moest tevreden zijn met de tweede plaats. Tom Herron werd derde.
Tsjecho-Slowakije, Masaryk-Ring
Door zijn overwinning in Tsjecho-Slowakije was de wereldtitel voor Kork Ballington vrijwel zeker, temeer omdat er geruchten gingen dat de Grand Prix van Joegoslavië niet door zou gaan. Ballington leidde de race van begin tot eind, maar werd tegen het einde nog geconfronteerd met een aanvallende Gregg Hansford die vanuit het middenveld naar voren was gekomen. Mario Lega finishte als derde. Hansford had nog een theoretische kans op de titel: hij had 13 punten minder dan Ballington.
Joegoslavië, Rijeka
Ballington startte het snelste in Rijeka, terwijl Hansford weer een minder goede start had. Na zes ronden bereikte hij Ballington, die hem rustig kon laten doorgaan. Ook Toni Mang finishte voor Kork Ballington, die aan zijn derde plaats ruim voldoende had om wereldkampioen te worden.

### Uitslagen 250 cc
|    | Datum    | Race                     | Circuit                  | 1e              | 2e              | 3e                | Poleposition      | Snelste ronde   |
| -- | -------- | ------------------------ | ------------------------ | --------------- | --------------- | ----------------- | ----------------- | --------------- |
| 1  | 19 maart | GP van Venezuela         | San Carlos               | Kenny Roberts   | Carlos Lavado   | Patrick Fernandez | Franco Uncini     | Kenny Roberts   |
| 2  | 16 april | GP van Spanje            | Jarama                   | Gregg Hansford  | Kenny Roberts   | Franco Uncini     | Kenny Roberts     | Gregg Hansford  |
| 3  | 7 mei    | GP van Frankrijk         | Nogaro                   | Gregg Hansford  | Kenny Roberts   | Kork Ballington   | Patrick Fernandez | Gregg Hansford  |
| 4  | 14 mei   | GP des Nations           | Mugello                  | Kork Ballington | Gregg Hansford  | Franco Uncini     | Kenny Roberts     | Kork Ballington |
| 5  | 24 juni  | TT van Assen             | Assen                    | Kenny Roberts   | Kork Ballington | Gregg Hansford    | Kenny Roberts     | Kenny Roberts   |
| 6  | 2 juli   | GP van België            | Spa-Francorchamps        | Paolo Pileri    | Franco Uncini   | Walter Villa      | Kork Ballington   | Walter Villa    |
| 7  | 23 juli  | GP van Zweden            | Karlskoga                | Gregg Hansford  | Kork Ballington | Patrick Fernandez | Kork Ballington   | Gregg Hansford  |
| 8  | 30 juli  | GP van Finland           | Imatra                   | Kork Ballington | Gregg Hansford  | Mario Lega        | Gregg Hansford    | Kork Ballington |
| 9  | 6 aug    | GP van Groot-Brittannië  | Silverstone              | Toni Mang       | Tom Herron      | Raymond Roche     | Kork Ballington   | Toni Mang       |
| 10 | 20 aug   | GP van Duitsland         | Nürburgring Nordschleife | Kork Ballington | Gregg Hansford  | Tom Herron        | Gregg Hansford    | Kork Ballington |
| 11 | 27 aug   | GP van Tsjecho-Slowakije | Masaryk-Ring             | Kork Ballington | Gregg Hansford  | Mario Lega        | Kork Ballington   | Kork Ballington |
| 12 | 17 sept  | GP van Joegoslavië       | Rijeka                   | Gregg Hansford  | Toni Mang       | Kork Ballington   | Kork Ballington   | Toni Mang       |

### Eindstand 250 cc
| Pos. | Coureur             | Motorfiets              | Ptn. |
| ---- | ------------------- | ----------------------- | ---- |
| 1    | Kork Ballington     | Kawasaki                | 124  |
| 2    | Gregg Hansford      | Kawasaki                | 118  |
| 3    | Patrick Fernandez   | Yamaha                  | 55   |
| 4    | Kenny Roberts       | Yamaha                  | 54   |
| 5    | Toni Mang           | Kawasaki                | 52   |
| 6    | Tom Herron          | Yamaha                  | 48   |
| 7    | Mario Lega          | Morbidelli              | 44   |
| 8    | Franco Uncini       | Venemotos-Yamaha        | 42   |
| 9    | Jon Ekerold         | Yamaha/Morbidelli       | 40   |
| 10   | Paolo Pileri        | Morbidelli              | 35   |
| 11   | Raymond Roche       | Yamaha                  | 26   |
| 12   | Olivier Chevallier  | Yamaha                  | 25   |
| 13   | Jean-François Baldé | Kawasaki                | 19   |
| 14   | Mick Grant          | Kawasaki                | 17   |
| 15   | Vic Soussan         | Yamaha                  | 14   |
| 16   | Walter Villa        | Harley-Davidson/MBA     | 13   |
| 17   | Carlos Lavado       | Yamaha/Venemotos Yamaha | 12   |

| Pos. | Coureur         | Motorfiets | Ptn. |
| ---- | --------------- | ---------- | ---- |
| 18   | Chas Mortimer   | Yamaha     | 12   |
| 19   | Pentti Korhonen | Yamaha     | 10   |
| 20   | Clive Padgett   | Yamaha     | 5    |
| 21   | Hans Müller     | Yamaha     | 5    |
| 22   | Roland Freymond | Yamaha     | 4    |
| 23   | Ted Henter      | Yamaha     | 3    |
| 24   | Edoardo Alemán  | Yamaha     | 2    |
|      | Ray Quincey     | Yamaha     | 2    |
|      | Pekka Nurmi     | Yamaha     | 2    |
|      | John Dodds      | Yamaha     | 2    |
| 28   | Guy Bertin      | Yamaha     | 1    |
|      | Sadao Asami     | Yamaha     | 1    |
|      | Leif Gustafsson | Yamaha     | 1    |
|      | Hervé Moineau   | Yamaha     | 1    |
|      | Marc Fontan     | Yamaha     | 1    |
|      | Thierry Espié   | Yamaha     | 1    |
|      | Eero Hyvärinen  | Yamaha     | 1    |

### Constructeurstitel 250 cc
| Pos. | Constructeur | Ptn. |
| ---- | ------------ | ---- |
| 1    | Kawasaki     | 159  |
| 2    | Yamaha       | 124  |

## 125cc-klasse
Technicus Jorg Möller ging van Morbidelli naar Minarelli en die machines waren vanaf het begin van het seizoen erg snel. Eerste rijder Pier Paolo Bianchi kreeg zelfs steun van Ángel Nieto, die ontevreden was met zijn 125cc-Bultaco en overstapte naar Minarelli om in dienst van Bianchi te rijden. Bianchi verspeelde zijn kansen door een val tijdens de Finse Grand Prix, waarbij hij een gecompliceerde beenbreuk opliep. Daardoor kon Eugenio Lazzarini nog tamelijk eenvoudig wereldkampioen worden. Een andere opvallende rijder was Thierry Espié met de Motobécane, een werkstuk van Jean Bidalot, die zich ook met de snelle 50cc-ABF had bemoeid.
Venezuela, San Carlos
De nieuwe 125cc-Minarelli van Pier Paolo Bianchi was al in Venezuela niet te verslaan. Ángel Nieto, die met zijn Bultaco op de tweede plaats lag toen hij uitviel, verklaarde al na deze eerste race dat het seizoen voor Bultaco verloren was. Eugenio Lazzarini (MBA) werd in Venezuela tweede, de Venezolaan Víctor León-Pacheco (Morbidelli) werd derde.
Spanje, Jarama
In Spanje probeerde Pier Paolo Bianchi al in de eerste ronde Ángel Nieto in te halen, maar hij ging te vroeg en te bruusk op het gas en viel. Zijn voet raakte beklemd tussen de spaken van een wiel en zijn race was over. Eugenio Lazzarini (MBA) was net als in de 50cc-race slecht gestart, maar haalde Nieto desondanks in. Nieto viel uiteindelijk zelfs uit. Thierry Espié, die in 1977 als coureur geen grote indruk had gemaakt, werd met de Motobécane tweede, voor Harald Bartol (Morbidelli).
Oostenrijk, Salzburgring
Harald Bartol had in zijn thuisrace de kopstart, terwijl Pier Paolo Bianchi juist in het achterveld verzeild raakte. Lazzarini had echter slechts enkele ronden nodig om weer aan de leiding te komen en de race te winnen. Bartol werd nog wel tweede en Bianchi wist zich nog naar de derde plaats te knokken.
Frankrijk, Nogaro
Thierry Espié trainde in Frankrijk als beste en reed zelfs acht ronden aan de leiding, tot hij gepasseerd werd door Pier Paolo Bianchi. Kort daarna reed Espié op de opdrogende baan door een plas water waardoor hij ten val kwam. Verrassende tweede werd op dat moment Per-Edvard Carlsson (Morbidelli), maar hij werd nog ingehaald door Eugenio Lazzarini, die een slechte start had goedgemaakt.
Nations GP, Mugello
Thierry Espié baarde opnieuw opzien toen hij in Mugello meteen Maurizio Massimiani (Morbidelli) uitremde om achter Pier Paolo Bianchi aan te gaan. Bianchi viel echter al vroeg uit, waardoor Espié de wedstrijd leek te gaan winnen. Enkele ronden voor het einde viel hij echter door een kleine vastloper. Hij duwde de Motobécane weer meteen aan, maar kon niet meer verder komen dan de vierde plaats. Intussen won Eugenio Lazzarini na zijn gebruikelijke slechte start. Massimiani werd tweede en Harald Bartol werd derde.
Nederland, Assen
Op de opdrogende baan in Assen vertrok Pier Paolo Bianchi als snelste en hij werd nog even gevolgd door Harald Bartol. Die viel even terug naar de zesde plaats, maar krabbelde in de race toch weer op; hij werd derde. Bianchi viel echter uit en daardoor schoof Eugenio Lazzarini door naar de eerste plaats. Achter hem vochten Massimiani en Espié om de tweede plaats, tot Thierry Espié uitviel. Bartol won de strijd om de derde plaats van Patrick Plisson.
België, Spa-Francorchamps
In België reed Ángel Nieto met toestemming van zijn "baas" (niet Bultaco maar de Spaanse bond) voor het eerst met een Minarelli, in dienst van Piero Paolo Bianchi. Samen met Maurizio Massimiani reden ze weg van het veld, maar na vijf ronden moest ook Massiminiani afhaken. Bianchi en Nieto gingen er samen vandoor en reden ook samen de snelste ronde. Volgens afspraak mocht Bianchi winnen en zo zijn achterstand op Lazzarini wat verkleinen. Lazzarini deed het op de natte baan rustig aan, hij werd zesde en behield daardoor toch nog 34 punten voorsprong op Bianchi.
Zweden, Karlskoga
In de Zweedse Grand Prix liet Nieto er geen misverstand over bestaan wie de snelste was, maar hij was uiteraard gebonden aan stalorders en moest Pier Paolo Bianchi laten winnen. Eerst hield Nieto echter een tijdje Thierry Espié op, waardoor Bianchi een flinke voorsprong kon nemen, maar daarna reed hij "gewoon" naar Bianchi toe om tot aan de finish aan diens achterwiel te blijven hangen. Doordat Eugenio Lazzarini uitviel, werd de stand in het WK weer wat spannender: Lazzarini had 89 punten, Bianchi 70.
Finland, Imatra
De 125cc-race in Finland was ernorm spannend omdat de Minarelli's van Bianchi en Nieto een betere acceleratie hadden, maar de MBA van Eugenio Lazzarini had een hogere topsnelheid. Daardoor bleven ze steeds vlak bij elkaar, waarbij Nieto waarschijnlijk de snelste was, maar hij moest Bianchi beschermen tegen de aanvallen van Lazzarini. Toen de laatste ronde begon was zijn plan gelukt: Bianchi reed voorop, daarachter Nieto en Lazzarini. Lazzarini wist de beide Minarelli's in een bocht te passeren. Bianchi waagde te veel door te proberen Lazzarini buitenom in te halen. Hij viel en brak een been. Lazzarini moest remmen waardoor Nieto won. Harald Bartol finishte als derde. De gecompliceerde, meervoudige beenbreuk van Bianchi beëindigde zijn seizoen en zijn kansen op de wereldtitel. Officieus was Lazzarini nu al wereldkampioen, er moest een wonder gebeuren als Bianchi zijn 31 punten achterstand nog wilde goedmaken.
Groot-Brittannië, Silverstone
Bianchi kwam uiteraard niet aan de start in Silverstone, en dat betekende dat Lazzarini al wereldkampioen was. Nieto was nu de enige Minarelli-coureur en hij nam meteen de leiding om die niet meer af te staan. Lazzarini moest nog even vechten met Thierry Espié, maar ze werden allebei ingehaald door de onbekende Clive Horton, die eerst nog op de zevende plaats had gelegen. Horton pakte de tweede plaats, Lazzarini werd derde.
Duitsland, Nordschleife
Wereldkampioen Lazzarini kwam er in Duitsland niet echt aan te pas. Hij finishte slechts als achtste. De race was tamelijk saai, met Nieto aan de leiding op enige afstand gevolgd door Espié. De derde plaats was voor Hans Müller (Morbidelli).
Joegoslavië, Rijeka
Ángel Nieto reed in Joegoslavië al binnen een ronde 100 meter weg van Hans Müller. Grote concurrenten zoals Thierry Espié (gat in de zuiger) en Eugenio Lazzarini (hangende vlotter) viel al vroeg in de race uit. Müller eindigde achter Nieto als tweede, slechts 0,3 seconden voor Pierluigi Conforti (MBA), die zich eerst had moeten losmaken uit een groep met Harald Bartol, Maurizio Massimiani en Jean-Louis Guignabodet (Bender).

### Uitslagen 125 cc
|    | Datum    | Race                    | Circuit                  | 1e                 | 2e                  | 3e                  | Poleposition       | Snelste ronde                     |
| -- | -------- | ----------------------- | ------------------------ | ------------------ | ------------------- | ------------------- | ------------------ | --------------------------------- |
| 1  | 19 maart | GP van Venezuela        | San Carlos               | Pier Paolo Bianchi | Eugenio Lazzarini   | Víctor León-Pacheco | Pier Paolo Bianchi | Pier Paolo Bianchi                |
| 2  | 16 april | GP van Spanje           | Jarama                   | Eugenio Lazzarini  | Thierry Espié       | Harald Bartol       | Pier Paolo Bianchi | Eugenio Lazzarini                 |
| 3  | 30 april | GP van Oostenrijk       | Salzburgring             | Eugenio Lazzarini  | Harald Bartol       | Pier Paolo Bianchi  | Eugenio Lazzarini  | Eugenio Lazzarini                 |
| 4  | 7 mei    | GP van Frankrijk        | Nogaro                   | Pier Paolo Bianchi | Eugenio Lazzarini   | Per-Edvard Carlsson | Thierry Espié      | Pier Paolo Bianchi                |
| 5  | 14 mei   | GP des Nations          | Mugello                  | Eugenio Lazzarini  | Maurizio Massimiani | Harald Bartol       | Eugenio Lazzarini  | Thierry Espié                     |
| 6  | 24 juni  | TT van Assen            | Assen                    | Eugenio Lazzarini  | Maurizio Massimiani | Harald Bartol       | Eugenio Lazzarini  | Eugenio Lazzarini                 |
| 7  | 2 juli   | GP van België           | Spa-Francorchamps        | Pier Paolo Bianchi | Ángel Nieto         | Maurizio Massimiani | Ángel Nieto        | Pier Paolo Bianchi en Ángel Nieto |
| 8  | 23 juli  | GP van Zweden           | Karlskoga                | Pier Paolo Bianchi | Ángel Nieto         | Thierry Espié       | Pier Paolo Bianchi | Ángel Nieto                       |
| 9  | 30 juli  | GP van Finland          | Imatra                   | Ángel Nieto        | Eugenio Lazzarini   | Harald Bartol       | Eugenio Lazzarini  | Ángel Nieto                       |
| 10 | 6 aug    | GP van Groot-Brittannië | Silverstone              | Ángel Nieto        | Clive Horton        | Eugenio Lazzarini   | Eugenio Lazzarini  | Eugenio Lazzarini                 |
| 11 | 20 aug   | GP van Duitsland        | Nürburgring Nordschleife | Ángel Nieto        | Thierry Espié       | Hans Müller         | Thierry Espié      | Ángel Nieto                       |
| 12 | 17 sept  | GP van Joegoslavië      | Rijeka                   | Ángel Nieto        | Hans Müller         | Pierluigi Conforti  | Thierry Espié      | Patrick Plisson                   |

### Eindstand 125 cc
| Pos. | Coureur                | Motorfiets          | Ptn. |
| ---- | ---------------------- | ------------------- | ---- |
| 1    | Eugenio Lazzarini      | MBA                 | 114  |
| 2    | Ángel Nieto            | Bultaco / Minarelli | 88   |
| 3    | Pier Paolo Bianchi     | Minarelli           | 70   |
| 4    | Harald Bartol          | Morbidelli          | 68   |
| 5    | Thierry Espié          | Motobécane          | 62   |
| 6    | Maurizio Massimiani    | Morbidelli          | 56   |
| 7    | Hans Müller            | Morbidelli          | 48   |
| 8    | Per-Edvard Carlsson    | Morbidelli          | 46   |
| 9    | Jean-Louis Guignabodet | Bender / Morbidelli | 42   |
| 10   | Clive Horton           | Morbidelli          | 25   |
| 11   | Patrick Plisson        | Morbidelli          | 20   |
| 12   | Matti Kinnunen         | Morbidelli          | 18   |
| 13   | Stefan Dörflinger      | Morbidelli          | 17   |
| 14   | Pierluigi Conforti     | MBA                 | 16   |
| 15   | August Auinger         | Morbidelli          | 14   |
| 16   | Víctor León-Pacheco    | Morbidelli          | 10   |
| 17   | Thierry Noblesse       | Morbidelli          | 9    |

| Pos. | Coureur          | Motorfiets | Ptn. |
| ---- | ---------------- | ---------- | ---- |
| 18   | Alejandro Alemán | Morbidelli | 8    |
| 19   | Felice Agostini  | Morbidelli | 7    |
| 20   | Riccardo Russo   | Morbidelli | 6    |
| 21   | Cees van Dongen  | Morbidelli | 6    |
| 22   | Claudio Granata  | Morbidelli | 5    |
|      | Gert Bender      | Bender     | 5    |
| 24   | Walter Koschine  | Bender     | 5    |
| 25   | Luigi Schiavone  | Morbidelli | 4    |
|      | Miguel Cortés    | Morbidelli | 4    |
| 27   | Rolf Blatter     | Morbidelli | 3    |
|      | Yves Dupont      | Morbidelli | 3    |
| 29   | Henk van Kessel  | Condor     | 2    |
| 30   | Ricardo Tormo    | Bultaco    | 1    |
|      | Daniel Meyer     | Morbidelli | 1    |
|      | Enrico Cereda    | Morbidelli | 1    |
|      | Bennie Wilbers   | Morbidelli | 1    |
|      | Stefan Jansen    | Morbidelli | 1    |

### Constructeurstitel 125 cc[3]
De constructeurstitel werd aan MBA toegekend.

## 50cc-klasse
Ángel Nieto besloot zich op de 125cc-klasse te concentreren en liet 50cc-Bultaco aan Ricardo Tormo. Nadat Herbert Rittberger stopte kreeg Eugenio Lazzarini de nieuwe Van Veen-Kreidler, terwijl Rittberger zijn oude machines aan Julien van Zeebroeck verkocht. Het kampioenschap ging tussen Lazzarini en Tormo, maar Patrick Plisson was misschien wel de meest opvallende deelnemer. Hij reed sterk met de Franse ABF en werd zelfs derde in het wereldkampioenschap.
Spanje, Jarama
De openingsrace van de 50cc-klasse was de Grand Prix van Spanje. Ricardo Tormo startte als snelste, terwijl Eugenio Lazzarini met zijn Van Veen-Kreidler juist een slechte start had. Hij reed echter een geweldige race en passeerde Tormo enkele ronden voor het einde. Tormo werd tweede en Patrick Plisson met zijn ABF derde.
Nations GP, Mugello
Ook in Italië startte Lazzarini slecht, maar dit keer was het zo erg dat het hele veld al vertrokken was toen de Van Veen-Kreidler eindelijk wilde aanslaan. Tormo was juist weer als snelste weg. Stefan Dörflinger (Kreidler) leek hem te kunnen bedreigen, maar moest afhaken toen zowel zijn achterrem als zijn versnellingsbak kuren gingen vertonen. Patrick Plisson wist nu zelfs tweede te worden, terwijl Julien van Zeebroeck derde werd.
Nederland, Assen
Assen kende in 1978 bijna uitsluitend saaie races en de 50cc-klasse was daar het eerste voorbeeld van. Hoewel Patrick Plisson een goede start had, wist Lazzarini uiteindelijk een voorsprong van 24 seconden op te bouwen ten opzichte van Ricardo Tormo, die Plisson ook nog voor bleef.
België, Spa-Francorchamps
Op het natte Circuit Spa-Francorchamps was Ricardo Tormo al vanaf de start voor niemand bij te houden. Al na één ronde had hij 14 seconden voorsprong op Eugenio Lazzarini en dat zou oplopen tot bijna een minuut. Lazzarini werd wel tweede, voor Stefan Dörflinger, die nog niet veel had gereden omdat hij tijdens races in Raalte geblesseerd was geraakt.
Duitsland, Nordschleife
In Duitsland reed Ángel Nieto als steun voor Ricardo Tormo toch weer eens op een 50cc-Bultaco. Daarmee wist hij Eugenio Lazzarini op de derde plaats te houden, terwijl Tormo won. Tormo had nu 69 punten, Lazzarini 52.
Tsjecho-Slowakije, Masaryk-Ring
De 50cc-race in Brno was eigenlijk saai, maar de wereldtitel werd er wel beslist. Die ging naar Ricardo Tormo die de race werkelijk op zijn gemak won vóór zijn Bultaco-teamgenoot Claudio Lusuardi. Opmerkelijk was de derde plaats voor veteraan Henk van Kessel, die de eerste podiumplaats voor het merk Sparta greep.
Joegoslavië, Rijeka
Ricardo Tormo won de Grand Prix van Joegoslavië met 14 seconden voorsprong op Eugenio Lazzarini. Stefan Dörflinger stevende op de derde plaats af tot zijn krukas brak. Het gevecht om de derde plaats tussen Patrick Plisson en Rolf Blatter werd door Plisson gewonnen.

### Uitslagen 50 cc
|   | Datum    | Race                     | Circuit                  | 1e                | 2e                | 3e                   | Poleposition      | Snelste ronde     |
| - | -------- | ------------------------ | ------------------------ | ----------------- | ----------------- | -------------------- | ----------------- | ----------------- |
| 1 | 16 april | GP van Spanje            | Jarama                   | Eugenio Lazzarini | Ricardo Tormo     | Patrick Plisson      | Eugenio Lazzarini | Eugenio Lazzarini |
| 2 | 14 mei   | GP des Nations           | Mugello                  | Ricardo Tormo     | Patrick Plisson   | Julien van Zeebroeck | Ricardo Tormo     | Stefan Dörflinger |
| 3 | 24 juni  | TT van Assen             | Assen                    | Eugenio Lazzarini | Ricardo Tormo     | Patrick Plisson      | Eugenio Lazzarini | Eugenio Lazzarini |
| 4 | 2 juli   | GP van België            | Spa-Francorchamps        | Ricardo Tormo     | Eugenio Lazzarini | Stefan Dörflinger    | Ricardo Tormo     | Ricardo Tormo     |
| 5 | 20 aug   | GP van Duitsland         | Nürburgring Nordschleife | Ricardo Tormo     | Ángel Nieto       | Eugenio Lazzarini    | Ricardo Tormo     | Ricardo Tormo     |
| 6 | 27 aug   | GP van Tsjecho-Slowakije | Masaryk-Ring             | Ricardo Tormo     | Claudio Lusuardi  | Henk van Kessel      | Ricardo Tormo     | Ricardo Tormo     |
| 7 | 17 sept  | GP van Joegoslavië       | Rijeka                   | Ricardo Tormo     | Eugenio Lazzarini | Patrick Plisson      | Eugenio Lazzarini | Ricardo Tormo     |

### Eindstand 50 cc
| Pos. | Coureur              | Motorfiets                 | Ptn. |
| ---- | -------------------- | -------------------------- | ---- |
| 1    | Ricardo Tormo        | Bultaco                    | 99   |
| 2    | Eugenio Lazzarini    | Van Veen-Kreidler          | 64   |
| 3    | Patrick Plisson      | ABF                        | 48   |
| 4    | Wolfgang Müller      | Kreidler/Van Veen-Kreidler | 28   |
| 5    | Rolf Blatter         | Kreidler                   | 25   |
| 6    | Stefan Dörflinger    | Van Veen-Kreidler          | 24   |
| 7    | Claudio Lusuardi     | Bultaco                    | 20   |
| 8    | Peter Looijesteijn   | Kreidler                   | 14   |
| 9    | Ingo Emmerich        | Kreidler                   | 14   |
| 10   | Aldo Pero            | Kreidler                   | 13   |
| 11   | Ángel Nieto          | Bultaco                    | 12   |
| 12   | Henk van Kessel      | Sparta                     | 11   |
| 13   | Enrico Cereda        | DRS                        | 11   |
| 14   | Julien van Zeebroeck | Kreidler                   | 10   |

| Pos. | Coureur            | Motorfiets | Ptn. |
| ---- | ------------------ | ---------- | ---- |
| 15   | Cees van Dongen    | Kreidler   | 10   |
|      | Reiner Scheidhauer | Kreidler   | 10   |
| 17   | Hagen Klein        | Kreidler   | 9    |
| 18   | Theo Timmer        | Kreidler   | 9    |
| 19   | Pierre Dumont      | Kreidler   | 6    |
| 20   | Daniel Corvi       | Kreidler   | 5    |
| 21   | Gerrit Strikker    | Kreidler   | 4    |
|      | Luigi Rinaudo      | Tomos      | 4    |
| 23   | Ramón Galí         | Bultaco    | 3    |
| 24   | Alberto Ieva       | Morbidelli | 3    |
| 25   | Salvatore Monreale | UFO        | 2    |
|      | Zbyněk Havrda      | Kreidler   | 2    |
| 27   | Javier Mira        | Kreidler   | 1    |
|      | Jacky Hutteau      | Kreidler   | 1    |

### Constructeurstitel 50 cc[3]
| Pos. | Constructeur | Ptn. |
| ---- | ------------ | ---- |
| 1    | Bultaco      | 99   |

## Zijspanklasse
| De BEO De nieuwe zijspancombinatie van Rolf Biland baarde nogal wat opzien. Zijn BEO-Yamaha had niets meer van een "motorfiets met zijspan" en zijn bakkenist hoefde - behalve het aanduwen van de combinatie - ook niets meer te doen. Veel concurrenten vonden het meer een driewielige auto met triangel-wielophanging, naafbesturing en tweewielaandrijving. Na drie GP's, juist toen de TT van Assen op de rol stond, brak de hel los in het zijspankamp. Behalve Rolf Biland zelf was er niemand te vinden die blij was met de verschijning van de BEO 77A. En dat terwijl Werner Schwärzel, Göte Broding en Mac Hobson door de bouwers Beat Schmid en Guido Sieber in 1977 waren uitgenodigd voor proefritten. Wereldkampioen George O'Dell zei nog voor het seizoen: "Een technisch meesterwerk, maar Rolf zal er alleen in het rennerskwartier opzien mee baren. Om mee te rijden vind ik het maar niks". Na drie GP's bestelde O'Dell, hoewel hij het nog steeds niks vond, een BEO, omdat hij wel moest. Bakkenist Wolfgang Kalauch dreigde met een boycot van de TT van Assen en vond dat alle bakkenisten solidair moesten zijn. Kenny Williams, de bakkenist van Biland, vond het ook maar niks dat hij gewoon in zijn stoeltje kon blijven zitten. Hij realiseerde zich pas na de GP van Frankrijk waar hij zich mee had ingelaten: "Ik word liever derde met de TTM dan eerste met de BEO. Als we in Assen starten met de BEO moet ik me weer staan schamen op het erepodium". Biland verklaarde zelf over het "zittend werk" van Williams: "Ik wil Kenny wel vragen om te doen alsof hij moet turnen, als hij maar niet voor de opschriften van de sponsors gaat hangen." Tegen het einde van het seizoen, bij de Britse en de Duitse GP's, vonden er vergaderingen plaats met de technische commissie van de FIM, waaruit een aantal voorstellen kwam: - 1. De afwijking in spoor tussen het voor- en achterwiel niet groter dan 75 mm. - 2. Eén aangedreven wiel - 3. Geen naafbesturing en geen "auto"- wielophanging - 4. Slechts één wiel bestuurbaar - 5. Vastgestelde plaats van de motor (tussen voor- en achterwiel) - 6. Maximale breedte van de banden Er werd gezegd dat een aantal zijspancoureurs deze vergaderingen kwaad had verlaten. Dat was niet zo vreemd, want het grootste deel van deze wijzigingen betrof ook hun eigen combinaties. Sterker nog: de BEO had geen meesturend zijspanwiel omdat dit op dezelfde lijn als het achterwiel zat. De meeste andere combinaties hadden wel meesturende zijspanwielen. Men had vaak al bestellingen geplaatst voor 1979 en berekende dat deze wijziging de klagende coureurs zelf in totaal ongeveer 1.500.000 gulden zou gaan kosten. Er waren op dat moment 8 BEO-combinaties (ƒ 80.000,= per stuk), 18 Seymaz-combinaties en nog enkele TTM- en LCR-combinaties in aanbouw of besteld, en die waren ineens allemaal verboden. Men had zichzelf in de voet geschoten, en toen de FIM deze regels in haar najaarsvergadering bevestigde konden van de top acht alleen Werner Schwärzel (Fath) en Dick Greasley (Busch) hun combinaties houden. Een spoedvergadering begin december 1978 resulteerde in twee zijspanklassen voor 1979: B2A: De zijspancombinaties die voldeden aan de nieuwe reglementen, en B2B: De zijspancombinaties die daar nog niet aan voldeden (BEO, Seymaz, LCR en TTM). |

Rolf Biland vond dat George O'Dell zijn wereldtitel te danken had aan het feit dat hij over twee zijspancombinaties beschikt had en hij zou in 1978 ook een tweede combinatie bouwen. Hij vertelde aan het begin van het seizoen nog niet hoe spectaculair nieuw deze BEO zou zijn. Bakkenist Kenny Williams moest de combinatie wel aanduwen, maar kon daarna in een kartstoeltje springen en de hele race gewoon blijven zitten. Toen Rolf Steinhausen zijn nieuwe Seymaz combinatie presenteerde was hij er een beetje verlegen onder. Die combinatie had naafbesturing en een meesturend zijspanwiel en leek al zo veel op een auto dat zelfs Steinhausen er niet gelukkig mee was. Maar hij begreep ook dat hij met zijn tijd mee moest gaan. Tot de Beo verscheen…
Oostenrijk, Salzburgring
In de eerste zijspanrace op de Salzburgring kwam Rolf Biland nog niet met de "Beo Imagine 77 A" aan de start. Tijdens tests was hij nog niet helemaal tevreden over de plaatsing van de achterwielen en daarom kwam hij met de door Ernst Trachsel gebouwde TTM-Yamaha naar Oostenrijk. Het belette hem niet de wedstrijd te winnen. De combinatie Werner Schwärzel/Andreas Huber wist nog wel de strijd met Biland aan te gaan en reed zelfs de snelste raceronde, maar viel uit door een gebroken demper. Mac Hobson/Kenny Birch werden met hun Schmid-Yamaha tweede en Alain Michel/Stuart Collins met de Seymaz-Yamaha derde.
Frankrijk, Nogaro
In Frankrijk verscheen Rolf Biland dan eindelijk met zijn nieuwe, spectaculaire BEO-Yamaha aan de start. Hoewel er regen dreigde startte iedereen op slicks en Biland beperkte zich de hele race tot het op enkele meters volgen van Alain Michel/Stu Collins. Het leverde een vreemd gezicht op: Collins die volop moest turnen om de Seymaz-Yamaha op de baan te houden, terwijl achter hem Kenny Williams als een werkloze passagier in het "zijspan" van Biland zat. Pas in de laatste ronde ging Biland simpel voorbij aan Michel om de race te winnen. Mac Hobson/Kenny Birch eindigden als derde.
Nations GP, Mugello
De collega's van Rolf Biland waren niet gelukkig met zijn nieuwe machine en demonstreerden dat met een protestactie voor de start van de Gran Premio delle Nazioni in Mugello. Biland leek niet erg onder de indruk, want nadat Werner Schwärzel enige ronden aan de leiding had gereden nam hij het initiatief over. Hier bleek dat de zware BEO wel wat snelheid tekortkwam, maar dit in de bochtige gedeelten en op de rempunten ruimschoots goed kon maken. Schwärzel kon zijn tweede plaats makkelijk vasthouden, zeker nadat Alain Michel was uitgevallen door een vastloper. Jean-François Monnin/Philippe Miserez werden met hun Seymaz-Yamaha derde en haalden zo hun eerste WK-punten.
Nederland, Assen
De meeste spanning van de zijspanklasse in Assen was in de weken vóór de race, toen een aantal rijders dreigden de TT te boycotten als Rolf Biland met zijn "BEO" aan de start zou komen. De race zelf werd nogal saai, vooral nadat Biland met ontstekingsproblemen was uitgevallen. De posities wisselden toen nog alleen door uitvallers: Rolf Steinhausen door een gebroken voorwielophanging en Alain Michel door een gebroken ketting. Werner Schwärzel reed eenzaam op kop en Jean-François Monnin/Paul Gérard namen de tweede plaats van Dick Greasley/Gordon Russell over toen die motorproblemen kregen.
België, Spa-Francorchamps
Op het drijfnatte Circuit Spa-Francorchamps hadden de zijspancombinaties met hun brede banden veel last van aquaplaning. Hoewel Alain Michel/Stu Collins na de eerste ronde als eerste voorbij kwamen, gevolgd door Biland/Williams, leek de combinatie Bruno Holzer/Karl Meierhans (LCR-Yamaha) op de een of andere manier meer grip te hebben dan de rest. Waar iedereen met spinnende wielen probeerde grip te vinden trok hun machine veel gemakkelijker op. Zij wonnen dan ook, voor Michel/Collins en Biland/Williams. Rolf Biland reed overigens met zijn TTM-Yamaha omdat die sneller was dan de BEO en het in Spa-Francorchamps meer op snelheid aan kwam.
Groot-Brittannië, Silverstone
De zijspancoureurs hadden Zweden en Finland overgeslagen en kwamen pas op het kletsnatte circuit van Silverstone weer aan de beurt. Alain Michel en Stuart Collins leidden de race van start tot finish, Biland/Williams werden met de BEO-Yamaha tweede en Jock Taylor/James Neil, die net een nieuwe sponsor hadden gevonden, werden derde.
Duitsland, Nordschleife
Tot vreugde van het Duitse publiek viel Rolf Biland in de derde ronde uit. Vooral de Duitse rijders Schwärzel en Steinhausen hadden zich nogal negatief uitgelaten over de zijspancombinatie van Biland en hij was dus niet populair. Schwärzel/Huber wisten de race zelfs te winnen, voor Michel/Collins en Greasley/Russell. Daardoor was het wereldkampioenschap nog niet beslist. Met nog één race te gaan had Biland slechts zes punten voorsprong op Michel.
Tsjecho-Slowakije, Masaryk-Ring
De laatste race voor de zijspannen werd nog best spannend. Biland had weer gekozen voor zijn TTM-Yamaha, die wat betrouwbaarder was, maar hij had geen schijn van kans tegen Alain Michel/Stuart Collins. Biland/Williams wist zelfs pas op het laatst de combinatie Dick Greasley/Gordon Russell van de tweede plaats te verdringen, maar dat was genoeg om wereldkampioenen te worden.

### Uitslagen zijspanklasse
|   | Datum    | Race                     | Circuit                  | 1e                               | 2e                                 | 3e                                      | Poleposition                        | Snelste ronde                    |
| - | -------- | ------------------------ | ------------------------ | -------------------------------- | ---------------------------------- | --------------------------------------- | ----------------------------------- | -------------------------------- |
| 1 | 30 april | GP van Oostenrijk        | Salzburgring             | Rolf Biland / Kenneth Williams   | Malcolm Hobson / Kenny Birch       | Alain Michel / Stuart Collins           | Rolf Biland / Kenneth Williams      | Werner Schwärzel / Andreas Huber |
| 2 | 7 mei    | GP van Frankrijk         | Nogaro                   | Rolf Biland / Kenneth Williams   | Alain Michel / Stuart Collins      | Malcolm Hobson / Kenny Birch            | Alain Michel / Stuart Collins       | Rolf Biland / Kenneth Williams   |
| 3 | 14 mei   | GP des Nations           | Mugello                  | Rolf Biland / Kenneth Williams   | Werner Schwärzel / Andreas Huber   | Jean-François Monnin / Philippe Miserez | Alain Michel / Stuart Collins       | Rolf Biland / Kenneth Williams   |
| 4 | 24 juni  | TT van Assen             | Assen                    | Werner Schwärzel / Andreas Huber | Jean-François Monnin / Paul Gérard | Dick Greasley / Gordon Russell          | Rolf Biland / Kenneth Williams      | Rolf Biland / Kenneth Williams   |
| 5 | 2 juli   | GP van België            | Spa-Francorchamps        | Bruno Holzer / Karl Meierhans    | Alain Michel / Stuart Collins      | Rolf Biland / Kenneth Williams          | Rolf Steinhausen / Wolfgang Kalauch | Alain Michel / Stuart Collins    |
| 6 | 6 aug    | GP van Groot-Brittannië  | Silverstone              | Alain Michel / Stuart Collins    | Rolf Biland / Kenneth Williams     | Jock Taylor / James Neil                | Rolf Biland / Kenneth Williams      | Rolf Biland / Kenneth Williams   |
| 7 | 20 aug   | GP van Duitsland         | Nürburgring Nordschleife | Werner Schwärzel / Andreas Huber | Alain Michel / Stuart Collins      | Dick Greasley / Gordon Russell          | Rolf Biland / Kenneth Williams      | Alain Michel / Stuart Collins    |
| 8 | 27 aug   | GP van Tsjecho-Slowakije | Masaryk-Ring             | Alain Michel / Stuart Collins    | Rolf Biland / Kenneth Williams     | Dick Greasley / Gordon Russell          | Werner Schwärzel / Andreas Huber    | Alain Michel / Stuart Collins    |

### Eindstand zijspanklasse
| Pos. | Coureur              | Bakkenist                           | Motorfiets              | Ptn. |
| ---- | -------------------- | ----------------------------------- | ----------------------- | ---- |
| 1    | Rolf Biland          | Kenneth Williams                    | TTM-Yamaha / BEO-Yamaha | 79   |
| 2    | Alain Michel         | Stuart Collins                      | Seymaz-Yamaha           | 76   |
| 3    | Bruno Holzer         | Karl Meierhans                      | LCR-Yamaha              | 49   |
| 4    | Werner Schwärzel     | Andreas Huber                       | ARO-Fath                | 47   |
| 5    | Dick Greasley        | Gordon Russell                      | Busch-Yamaha            | 43   |
| 6    | Jean-François Monnin | Philippe Miserez en Paul Gérard     | Seymaz-Yamaha           | 32   |
| 7    | Jock Taylor          | Lewis Ward en James Neil            | Windle-Yamaha           | 30   |
| 8    | George O'Dell        | Cliff Holland                       | Schmid-Yamaha           | 23   |
| 9    | Malcolm Hobson (†)   | Kenny Birch (†)                     | Schmid-Yamaha           | 22   |
| 10   | Bill Hodgkins        | John Parkins                        | Windle-Yamaha           | 20   |
| 11   | Göte Brodin          | Per-Erik Wickström en Billy Gällros | Yamaha                  | 15   |
| 12   | Hermann Schmid       | Kenny Arthur                        | Schmid-Yamaha           | 14   |
| 13   | Yvan Trolliet        | Pierre Muller                       | GEP-Yamaha              | 10   |
| 14   | Rolf Steinhausen     | Wolfgang Kalauch                    | Seymaz-Yamaha           | 8    |
| 15   | Hermann Huber        | Bernhard Schappacher                | König                   | 8    |
| 16   | Max Venus            | Norbert Bittermann                  | CAT-Yamaha              | 7    |
| 17   | Cees Smit            | Jan Smit                            | Seymaz-Yamaha           | 7    |
| 18   | Siegfried Schauzu    | Lorenzo Puzo                        | Busch-Yamaha            | 7    |
| 19   | Amedeo Zini          | Andrea Fornaro                      | König                   | 6    |
| 20   | Mick Boddice         | Mick Burns                          | Yamaha                  | 5    |
| 21   | Wolfgang Stropek     | Karl Altrichter                     | Schmid-Yamaha           | 4    |
| 22   | Gérald Corbaz        | Roland Gabriel                      | Schmid-Yamaha           | 4    |
| 23   | Boy Brouwer          | Jan Oostwouder                      | Coan-Yamaha             | 3    |
| 24   | Otto Haller          | Rainer Gundel                       | Yamaha                  | 3    |
| 25   | Klaus Sprengel       | Manfred Kürnsteiner                 | Suzuki                  | 2    |
|      | Ernst Trachsel (†)   | Andreas Stäger                      | TTM-Suzuki              | 2    |
| 27   | Thomas Müller        | Kurt Waltisperg                     | TTM-Yamaha              | 1    |
|      | Egbert Streuer       | Johan van der Kaap                  | Schmid-Yamaha           | 1    |

### Constructeurstitel zijspanklasse[3]
| Pos. | Constructeur    | Ptn. |
| ---- | --------------- | ---- |
| 1    | Yamaha          | 104  |
| 2    | - Seymaz-Yamaha | 98   |
| 3    | - Schmid-Yamaha | 22   |

## Trivia
Kenny Roberts junior bezocht in Imatra tot driemaal toe dokter Claudio Costa, niet vanwege race-ongevallen, want hij was nog maar vijf jaar oud. Vader Kenny Roberts senior moest hem ernaartoe brengen omdat hij door ruw spel steeds kleine wondjes had. Toen dr. Costa vertelde dat hij de volgende keer toch echt een spuit moest zetten werd het spel rustiger en waren de bezoekjes voorbij. Toen hij in Silverstone ontdekte dat dr. Costa er niet was demonstreerde hij wheelies met zijn fietsje en viel hij een gat in zijn hoofd.